# Creston (Ohio)
Pour les articles homonymes, voir Creston.
Creston est un village américain situé dans les comtés de Medina et de Wayne, dans l'Ohio. Selon le recensement de 2010, sa population est de 2 171 habitants.